# Siphonogorgia palmata
Siphonogorgia palmata is een zachte koraalsoort uit de familie Nidaliidae. De koraalsoort komt uit het geslacht Siphonogorgia. Siphonogorgia palmata werd in 1909 voor het eerst wetenschappelijk beschreven door Thomson & Simpson. 